# Edílson
Edílson (Salvador da Bahia, 1970. szeptember 17. –) brazil válogatott labdarúgó.
A brazil válogatott tagjaként részt vett a 2002-es világbajnokságon.

## Statisztika
| Brazil válogatott | Brazil válogatott | Brazil válogatott |
| Időszak           | Mérk.             | gól               |
| ----------------- | ----------------- | ----------------- |
| 1993              | 2                 | 0                 |
| 1994              | 0                 | 0                 |
| 1995              | 0                 | 0                 |
| 1996              | 0                 | 0                 |
| 1997              | 0                 | 0                 |
| 1998              | 0                 | 0                 |
| 1999              | 0                 | 0                 |
| 2000              | 2                 | 0                 |
| 2001              | 7                 | 4                 |
| 2002              | 10                | 2                 |
| Összesen          | 21                | 6                 |